# Irans religiøse leder
Irans religiøse leder udpeges af Ekspertforsamlingen, i princippet på livstid.
Han er ikke formelt statsoverhoved, men rangerer højere end præsidenten, der varetager de mere udadrettede funktioner, herunder også i forhold til udlandet, og leder regeringen.
Den religiøse leders beføjelser indbefatter navnlig en række kontrol-, godkendelses- og magtfunktioner over samfundssystemet, herunder kommandoen over de væbnede styrker, centrale udenrigs- og sikkerhedspolitiske beslutninger, udnævnelser til og afskedigelser fra samfundets nøglepositioner og benådninger.
Ruhollah Khomeini var den første religiøse leder fra revolutionen til sin død i 1989. Han afløstes af ayatollah Ali Khamenei.

## Eksterne ressourcer
- Magtstrukturen i Iran, BBC